# Cimbis
Cimbis era un poblado que se encontraba en el entorno de la Bahía de Cádiz, del que no tenemos constancia arqueológica. Hay varias teorías que señalan a distintos puntos de la zona, Sancti Petri, Chiclana, del que se tienen restos de un poblado fenicio, y la más extendida y posiblemente veraz es que se tratase de la Isla de León o San Fernando. Los partidarios de que se trate de esta última afirmación también sostienen que se le podría denominar Antípolis, del griego Αντῐ-πολισ “frente a la ciudad” por su posición frontal con respecto al Cádiz más pretérito.